# Selyemkakukkformák

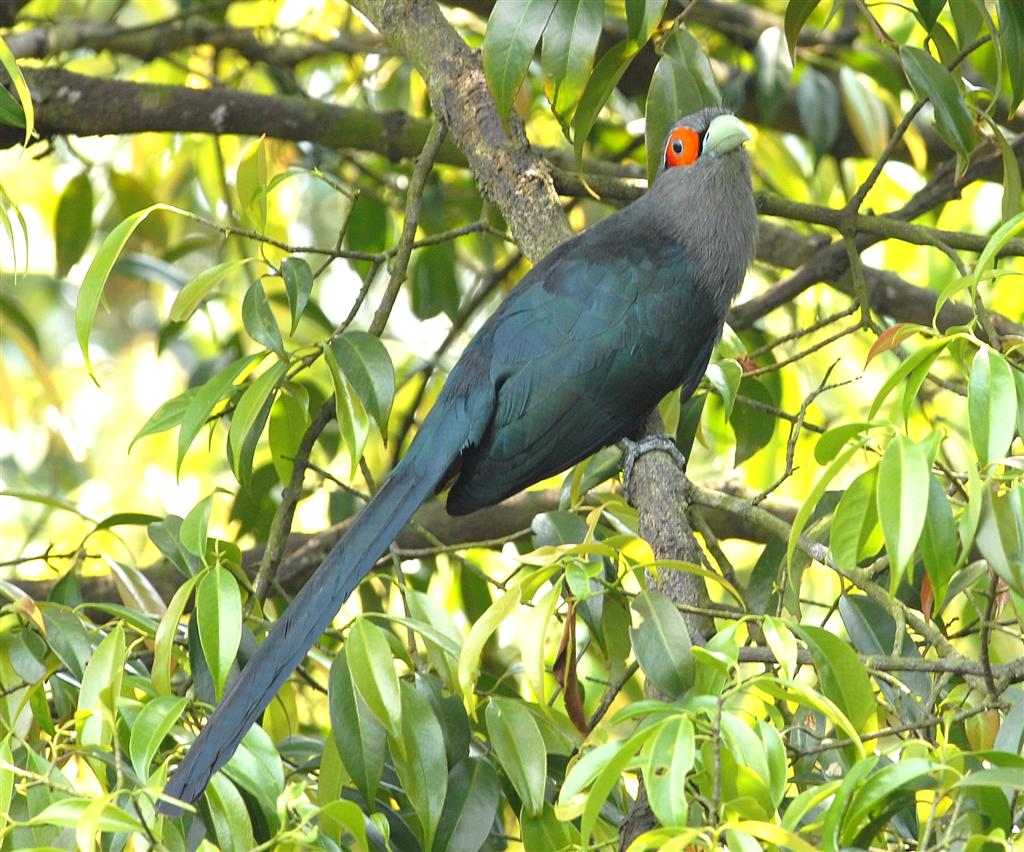
szumátrai selymeskakukk (Rhopodytes sumatranus)

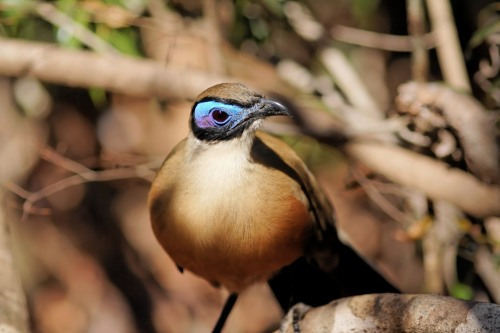
óriás selyemkakukk (Coua gigas)

A selyemkakukkformák (Phaenicophaeinae) a madarak osztályának kakukkalakúak (Cuculiformes) rendjébe és a kakukkfélék (Cuculidae) családjába tartozó alcsalád.
Egyes rendszerbesorolások ide sorolják a esőkakukkformák (Coccyzinae) alcsaládjába sorolt nemeket is.

## Rendszerezés
Az alcsaládba  az alábbi 10 nem és 26 faj tartozik
- Ceuthmochares  (Cabanis & Heine, 1863) – 1 faj
  - sárgacsőrű bozótkakukk (Ceuthmochares aereus)

- Phaenicophaeus  (Stephens, 1815) – 1 faj
  - vörösképű selymeskakukk (Phaenicophaeus pyrrhocephalus)

- Rhopodytes  (Cabanis & Heine, 1863) – 4 faj 
  - feketehasú selymeskakukk (Rhopodytes diardi  vagy  Phaenicophaeus diardii)
  - szumátrai selymeskakukk (Rhopodytes sumatranus  vagy  Phaenicophaeus sumatranus)
  - zöldcsőrű selymeskakukk (Rhopodytes tristis  vagy  Phaenicophaeus tristis)
  - kékarcú selymeskakukk (Rhopodytes viridirostris  vagy  Phaenicophaeus viridirostris)

- Taccocua  (Lesson, 1830) 1 – faj 
  - Taccocua leschenaultii  más néven  Phaenicophaeus leschenaultii

- Rhinortha  (Vigors, 1830) -1 faj
  - Phaenicophaeus chlorophaeus  más néven  Rhinortha chlorophaea

- Zanclostomus  (Swainson, 1837) – 3 faj
  - piroscsőrű selymeskakukk (Zanclostomus javanicus  vagy   Phaenicophaeus javanicus)
  - tarkacsőrű kakukk (Zanclostomus calyorhynchus  vagy  Phaenicophaeus calyorhynchus)
  - Zanclostomus curvirostris  vagy   Phaenicophaeus curvirostris

- Dasylophus  (Swainson, 1837)  1 faj 
  - Dasylophus superciliosus  vagy  Phaenicophaeus superciliosus

- Lepidogrammus  (Reichenbach, 1849 – 1 faj
  - pikkelyesfarkú kakukk (Lepidogrammus cumingi  vagy  Phaenicophaeus cumingi)

- Carpococcyx  (Gray, 1840) – 3 faj
  - borneói földikakukk (Carpococcyx radiceus  vagy  Carpococcyx radiatus)
  - korallcsőrű földikakukk (Carpococcyx renauldi)
  - szumátrai földikakukk (Carpococcyx viridis)

- Coua  (Schinz, 1821) – 10 faj
  - Delalande-selyemkakukk (Coua delalandei) – kihalt
  - óriás-selyemkakukk (Coua gigas)
  - Coquerel-selyemkakukk (Coua coquereli)
  - vörösmellű selyemkakukk (Coua serriana)
  - vörösfejű selyemkakukk (Coua reynaudii)
  - futó selyemkakukk (Coua cursor)
  - vörössapkás selyemkakukk (Coua ruficeps)
  - kontyos selyemkakukk (Coua cristata)
  - Verreaux-selyemkakukk (Coua verreauxi)
  - kék selyemkakukk (Coua caerulea)